# St. Stephan (Reichertshausen)

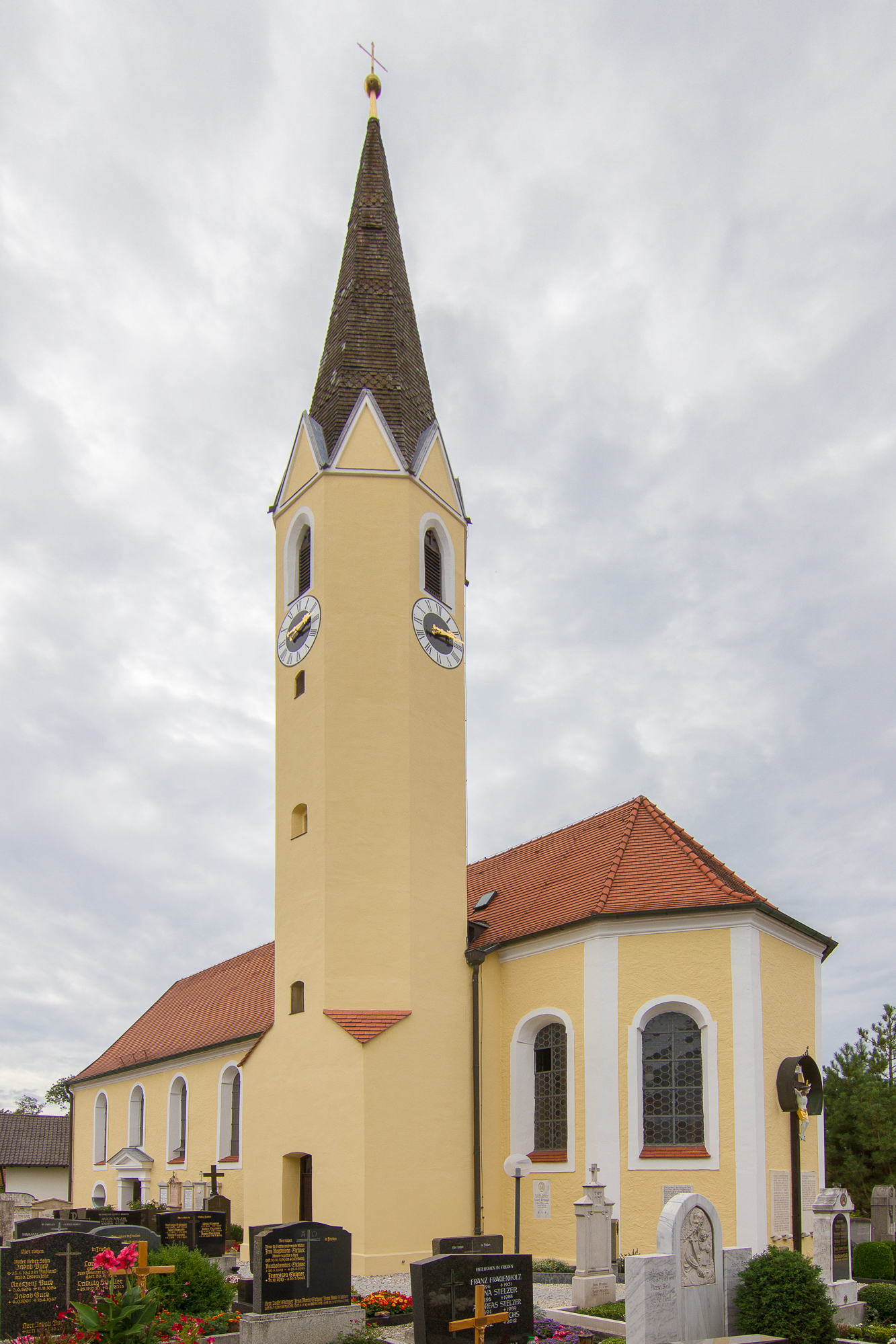
St. Stephan in Reichertshausen

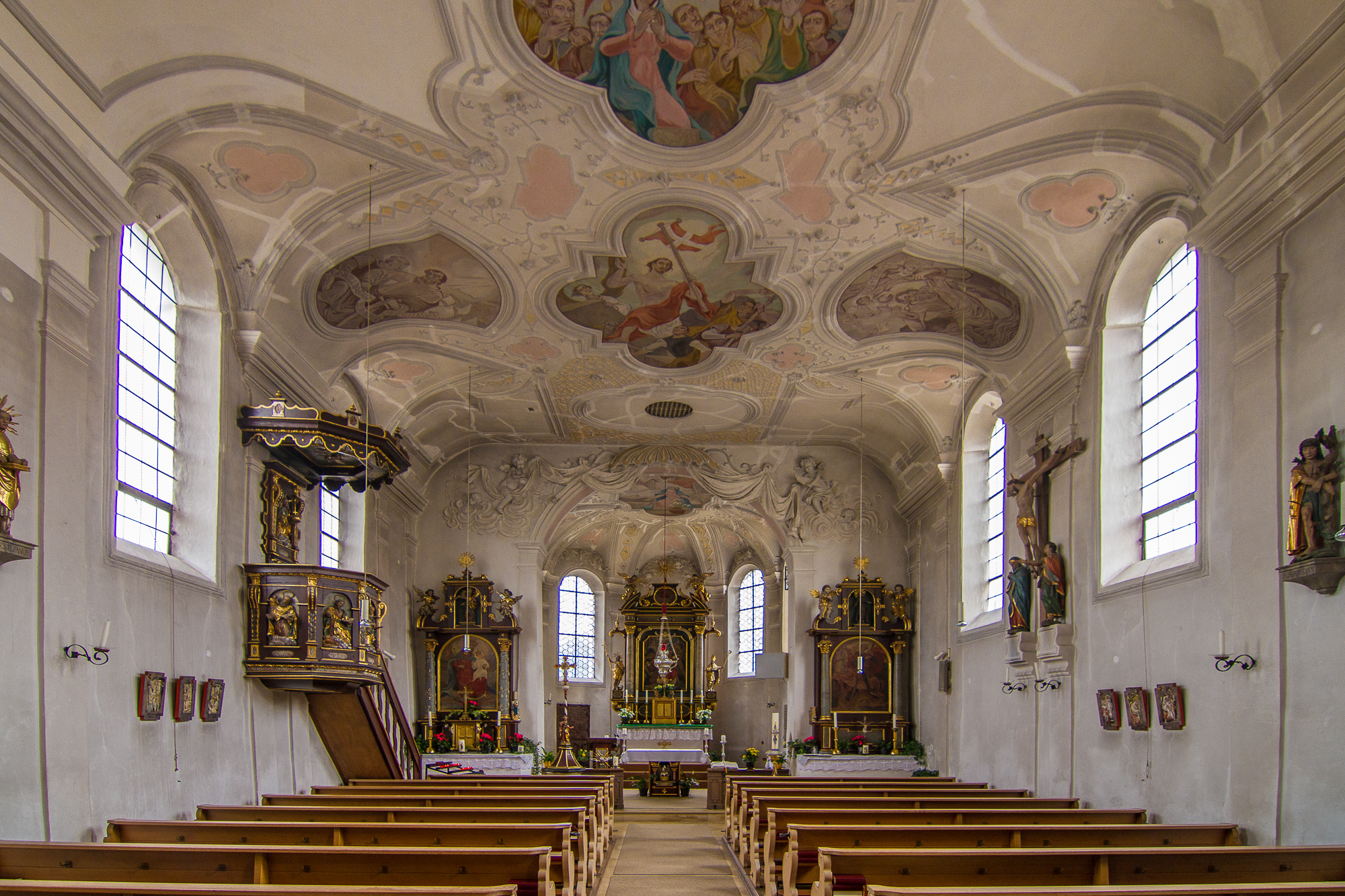
Innenraum

Die römisch-katholische Pfarrkirche St. Stephan steht in der Gemeinde Reichertshausen im oberbayerischen Landkreis Pfaffenhofen an der Ilm. Sie ist in der Liste der Baudenkmäler in Reichertshausen unter der Nr. D-1-86-146-1 eingetragen. Die Kirche gehört zum Dekanat Freising im Erzbistum München und Freising.

## Beschreibung
Die barocke Saalkirche wurde in der zweiten Hälfte des 17. Jahrhunderts erbaut. Sie besteht aus dem Langhaus, dem eingezogenen Chor mit Fünfachtelschluss im Osten und dem Chorflankenturm an der Südwand des Chors. Das untere Geschoss des Turms stammt aus dem 15. Jahrhundert, der hohe achteckige Aufsatz wurde im  17. Jahrhundert errichtet und im 19. Jahrhundert mit einem spitzen Helm bedeckt. Im obersten Turmgeschoss steht der Glockenstuhl mit drei Kirchenglocken, im darunter liegenden ist die Turmuhr untergebracht.
Der Innenraum des Langhauses ist mit einer Flachdecke überspannt, der des Chors mit einem Stichkappengewölbe. Der um 1700 gebaute Hochaltar wurde 1955 angekauft. Die Kanzel stammt vom Ende des 17. Jahrhunderts. Die Orgel wurde 1983 von Anton Staller gebaut.